# Kirchschlag bei Linz
Kirchschlag bei Linz  ist eine Gemeinde  in Oberösterreich im Bezirk Urfahr-Umgebung im oberen Mühlviertel mit 2247 Einwohnern (Stand 1. Jänner 2025).

## Geografie
Kirchschlag bei Linz liegt auf einer Höhe von 896 m ü. A. Höhe im oberen Mühlviertel, 10 km von der oberösterreichischen Landeshauptstadt Linz entfernt. Die Ausdehnung beträgt von Nord nach Süd 8,0 und von West nach Ost 3,7 Kilometer. Die Gesamtfläche beträgt 16,78 Quadratkilometer.

### Gemeindegliederung
Das Gemeindegebiet umfasst folgende Ortschaften (in Klammern Einwohnerzahl Stand 1. Jänner 2025):
- Davidschlag (317) samt Königsecker
- Eben (339)
- Geitenedt (95)
- Hochbuchedt (138)
- Kirchschlag bei Linz (820)
- Kronabittedt (21)
- Obergeng (2)
- Riedl (231)
- Rohrach (100)
- Strich (80)
- Wildberg (104)

Die Gemeinde liegt im Gerichtsbezirk Urfahr.

### Nachbargemeinden
| Zwettl an der Rodl |                                             | Sonnberg im Mühlkreis |
| Eidenberg          | Kompassrose, die auf Nachbargemeinden zeigt | Hellmonsödt           |
| Lichtenberg        | Linz                                        | Altenberg bei Linz    |

## Geschichte
Im Jahr 1349 wird der Ort in Zusammenhang mit der Chappelln in dem Chirchslag erstmals urkundlich erwähnt, wobei es sich dabei um eine Filialkirche von Hellmonsödt handelt.
Die Bründl-Kapelle wurde 1693 über einer Heilquelle errichtet und in der ersten Hälfte des 18. Jahrhunderts zu einer Brunnenstube umgebaut. Sie beherbergt eine Nische mit Pietà aus der Mitte des 18. Jahrhunderts (heute ist die Bründlkapelle in das Gebäudeensemble der Villa Teutschmann integriert).
Zu Ende des 17. Jahrhunderts setzte ein regelrechter Badebetrieb in Kirchschlag ein. Die Gäste konnten zu diesem Zweck das starhembergische Land- und Badhaus mit der Heinrichskapelle benutzen.
In den Jahren 1745 bis 1748 wurde die einschiffige Kirche Sankt Anna vom Baumeister Johann Matthias Krinner im barocken Stil weitgehend umgebaut.
Das erste bürgerliche Landhaus in Kirchschlag erbaute der Linzer Baumeister Johann Metz im Jahr 1858 am Südrand des Rudolfswaldes, das er 1871 an eine Linzer Offiziersgattin veräußerte (Kirchschlag Nr. 25). Im Jahre 1861 kaufte Baumeister Metz am Südrand des Schauerwaldes den Baugrund für eine zweite Villa, die obere oder auch kleine Metz-Villa auf Nr. 27, die er oberhalb der Kirche erbaute und 1873 an Fürst Camillo Starhemberg verkaufte. Ebenfalls am Südrand des Schauerwaldes erwarb die Linzer Seifensieder- und Buchhändler-Familie Haslinger 1861 einen Baugrund vom Blümelgut, wo der junge lungenkranke Buchhändler Kamillo Haslinger erfolgreich seine Krankheit kurierte. In den 1870er Jahren entstand zwischen Kirche und Bründl-Haus die Villenzeile Nr. 32–34. Gegen Ende des 19. Jahrhunderts tritt dem sommerlichen Ausflug die winterliche Wanderung an die Seite. Gleichzeitig findet die erste Etappe des Villenbaues ihr Ende, da durch den Eisenbahnverkehr die Alpengebiete Oberösterreichs als Erholungsraum leichter erreichbar geworden waren und viele Linzer Familien ihren Sommersitz dorthin verlegten.

## Kultur und Sehenswürdigkeiten
- Burg Wildberg

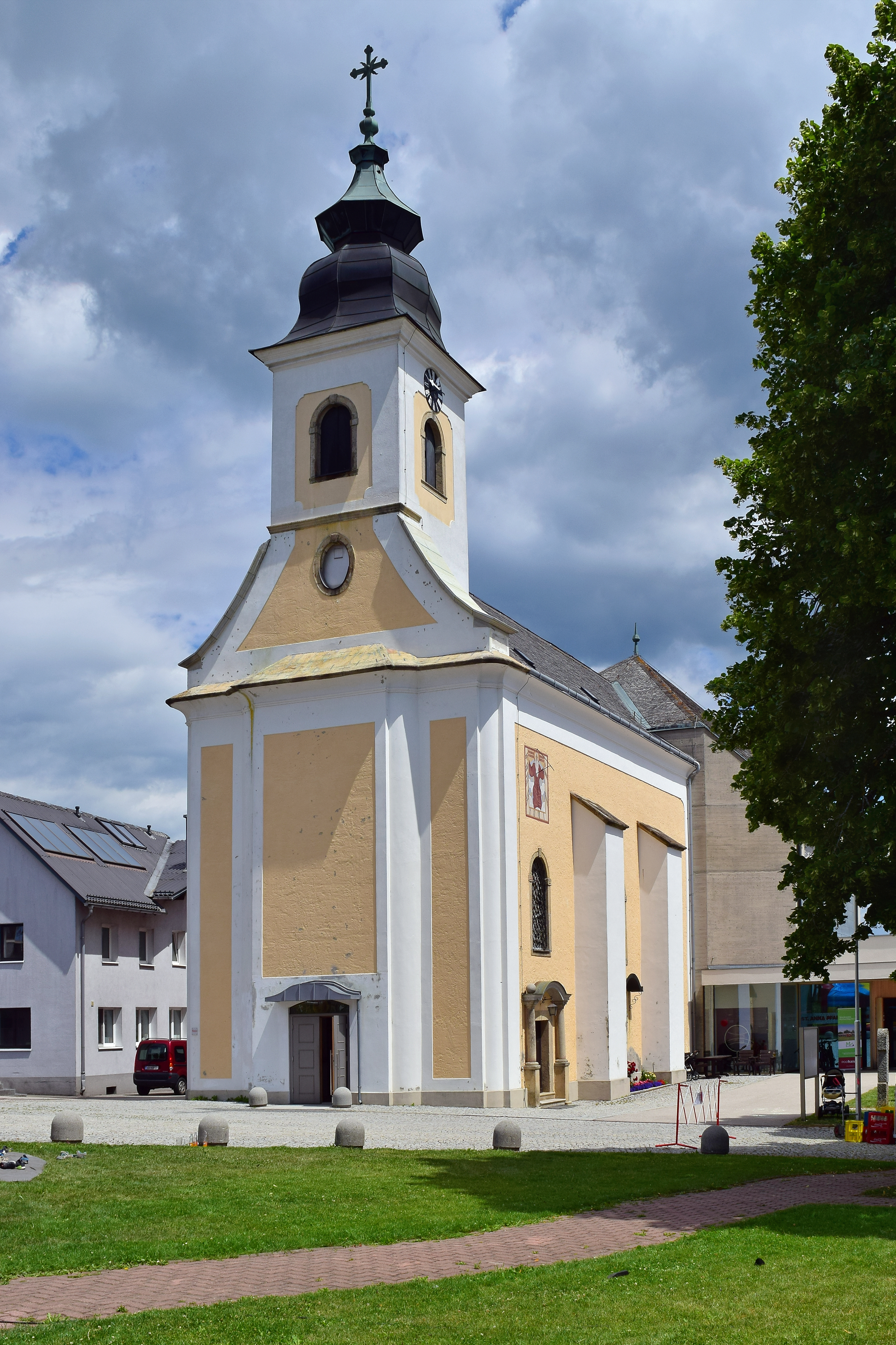
Pfarrkirche Kirchschlag bei Linz

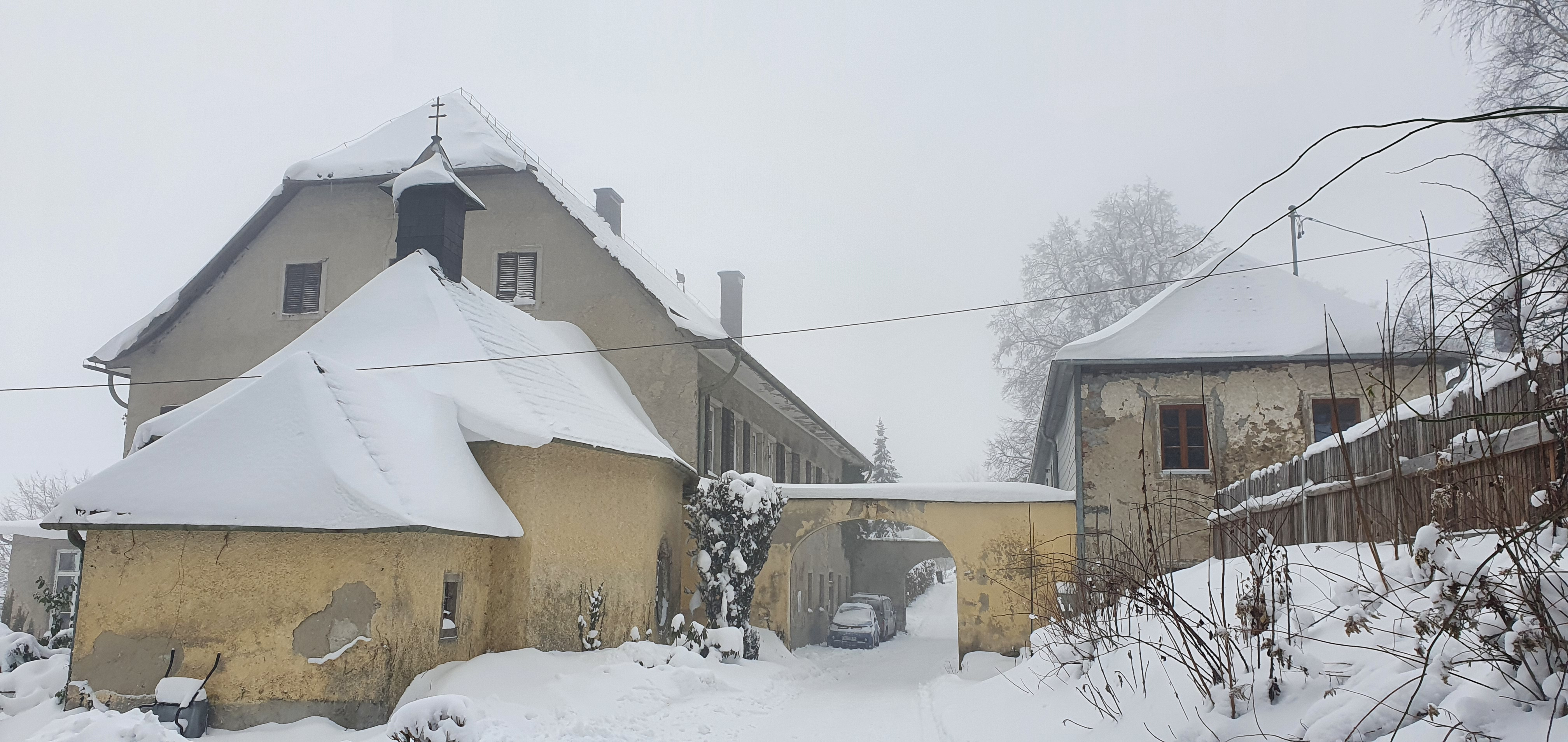
Heinrichskapelle und Badhaus (li.), Ostzugang

- Katholische Pfarrkirche Kirchschlag bei Linz hl. Anna
- Stiftervilla: 1861 erbaute Villa. Der Dichter Adalbert Stifter war hier Gast bei seinen Aufenthalten zur Erholung und Kur.
- Sternwarte Davidschlag: oberösterreichische, 1978/79 erbaute Privatsternwarte, auch in der Forschung tätig
- Amonwarte, Aussichtsturm auf dem Breitenstein
- Badhaus: In der ersten Hälfte des 19. Jahrhunderts entwickelte sich Kirchschlag zum vielbesuchten sommerlichen Erholungs- und Ausflugsort der Linzer. Das bezeugt unter anderem das Gästebuch des Badhauses (Badhausstraße 23), das Theresia und Franz Hayböck senior im Jahre 1838 auflegten und das die Namen zahlreicher bekannter Linzer Bürgersfamilien aufweist.

In der Linzer Zeitung ist 1836 Folgendes zu lesen:

„Das Bad zu Kirchschlag.
Diese seit dem Jahre 1718 bekannte reinste Wasserquelle wurde bisher von den Herren Doctoren als bewahrtes Auflösungs-Mittel anerkannt, und daher in Leber-, Milz- und Gekröse-Anschoppungen, in der blinden Goldader, in hysterischen und hypochondrischen Beschwerden, in Podagra, in Gall- und Haut-Krankheiten als heilsam wirkend angerühmt. Zur Beförderung der Wirksamkeit der Quelle trägt die reine Gebirgsluft, so wie die überraschende, das Gemüth wundersam erheiternde Aussicht, das ihrige wohlthätig bey. Der Unterzeichnete sieht deßhalb auch für den kommenden Sommer einem zahlreichen Besuche entgegen, und fügt nur die Bemerkung bey, daß er bemüht seyn werde, durch Reinlichkeit in den Gastzimmern, durch gute und bereitwillige Bedienung, so wie durch billige Preise, sich die Zufriedenheit seiner Ttl. Herren Gaste wieder zu erwerben.
Jeden Samstag, Nachmittag um 4 Uhr, ist zur Bequemlichkeit für solche Herren Gäste, welche von Linz dahin reisen wollen, im Gasthause bey Herrn Preslmayr in Urfahr Gelegenheit für 4 Personen, à 30 kr. CM., zu haben, welche allda auch an andern Tagen gegen billiges Fuhrlohn bestellt werden kann.
Bad Kirchschlag, den 1. May 1836.
Franz Hayböck, Badinhaber“

Neben Malern und Zeichnern wie Joseph Löw (1770–1842; 1809 bis 1825 Zeichenlehrer an der Linzer Normalschule), Johann Hardinger, Joseph Edlbacher (1817–1868), Ludwig Haase (1827–1907) und Hugo Grienberger (1827–1902) zog Kirchschlag auch Naturforscher an. Der Linzer Stadtarzt Johann Baptist Duftschmid (1804–1866) betrieb botanische Studien in Kirchschlag, deren Ergebnisse er 1855 in der Österreichischen Botanischen Zeitschrift unter dem Titel Die Flora von Kirchschlag veröffentlichte. Laut dem oben zitierten sog. „Fremdenbuch“, das 1838–1898 geführt wurde, besuchten folgende Gäste das Bad: Franz Xaver Pritz (1839), Andrew Jackson (1839, bei seiner Europareise) und der Verleger Friedrich Emanuel Eurich, der im Laufe von 50 Jahren wiederholt in Kirchschlag zur Kur weilte.
Kurgast Adalbert Stifter
Adalbert Stifter war der berühmteste Kurgast Kirchschlags. Zwischen Herbst 1865 und 1867 wohnte er fünfmal auf dem „Berg Kirchschlag“:
- vom 16. Oktober 1865 bis 31. März 1866 wohnte er mit kurzen Unterbrechungen während der Wintermonate in Kirchschlag, was für die damalige Zeiten sehr unüblich war. Weil das ihm angebotene Gästezimmer in der Villa Nr. 25 nicht wintertauglich war, quartierte er sich im Gasthaus Haiböck (Badhaus) ein. Das Zimmer Nummer 1 befindet sich in der Südwestecke des ersten Stockwerkes. Schon am 17. Oktober wurde ihm ein Holzofen im Zimmer installiert, und am 31. Oktober wurde vor seiner Zimmertür zum Schutz vor der Kälte eine Vortür montiert.
- vom 22. Juli bis 2. August 1866
- vom 30. November bis 2. Dezember 1866
- vom 19. bis 25. Juni 1867
- vom 19. bis 28. September 1867

Zum Spazieren ging Stifter am liebsten nach Glasau, wo er Briefe an seine Gattin Amalie aufgab und deren Briefe abholte, und weiter nach Hellmonsödt, wo er alten Möbeln für seine Linzer Wohnung nachspürte. Er schrieb an seinem Roman Witiko, und seine „Winterbriefe“ wurden in der Linzer Zeitung veröffentlicht.

## Wirtschaft und Infrastruktur
In der Zeit von 1999 bis 2010 blieb die Anzahl der landwirtschaftlichen Haupterwerbsbetriebe konstant bei 81. Die Anzahl der Beschäftigten nahm in diesem Jahrzehnt von 71 auf 53 ab. Auch die Anzahl der Arbeitnehmer im Produktionssektor sank von 49 auf 22. Stärker wurde der Dienstleistungssektor, hier nahm die Beschäftigtenzahl von 126 auf 178 zu.

### Freizeit und Sport
- Hochseilgarten Kirchschlag

### Verkehr
Entlang der Ostgrenze der Gemeinde verläuft die Leonfeldener Straße B126, die von Linz nach Norden bis zur Staatsgrenze nach Tschechien führt.

## Politik

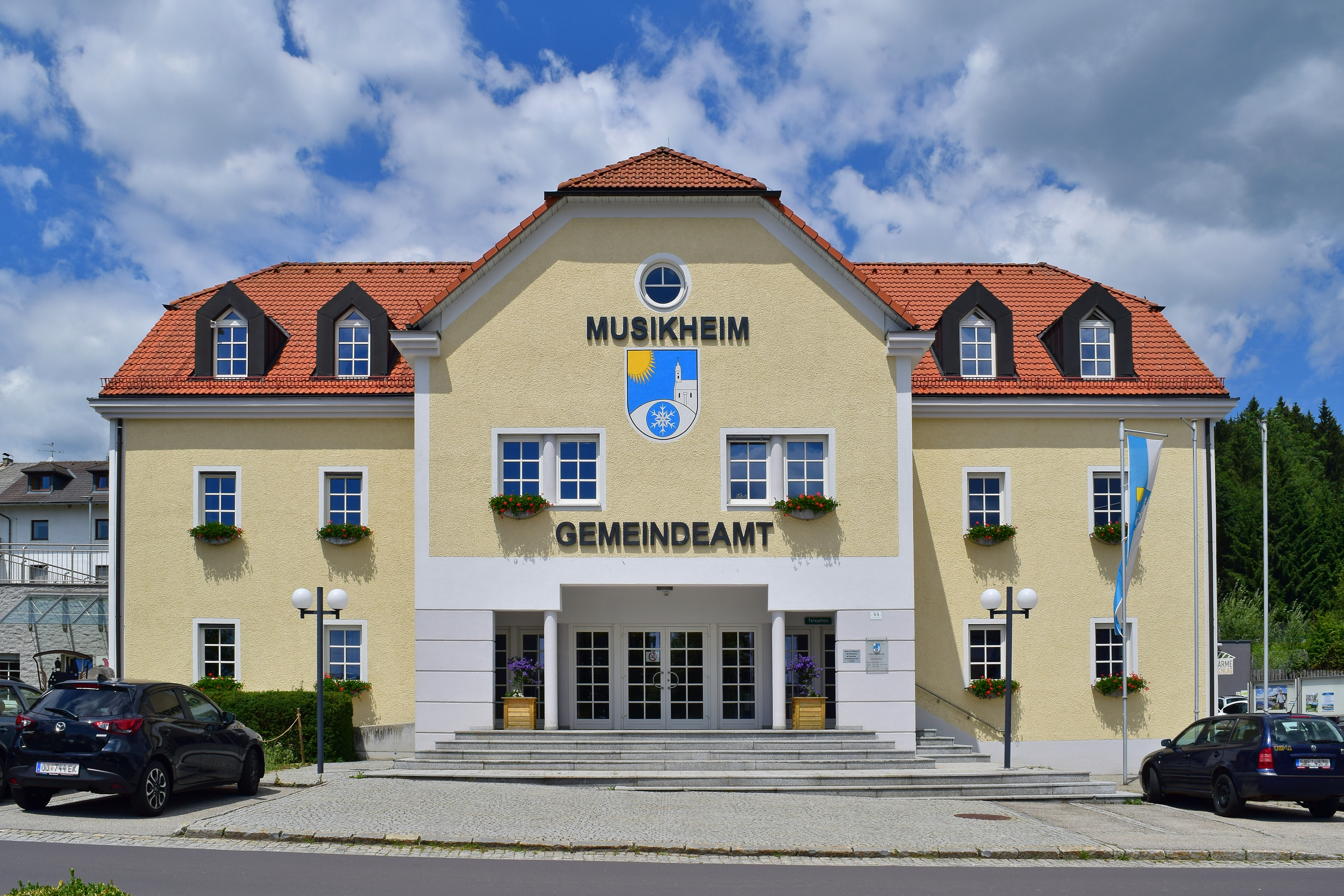
Gemeindeamt

### Gemeinderat
Der Gemeinderat hat 19 (vorher 25) Mitglieder.
- Mit den Gemeinderats- und Bürgermeisterwahlen in Oberösterreich 2003 hatte der Gemeinderat folgende Verteilung: 15 ÖVP, 8 SPÖ und 2 FPÖ.[12]
- Mit den Gemeinderats- und Bürgermeisterwahlen in Oberösterreich 2009 hatte der Gemeinderat folgende Verteilung: 16 ÖVP, 6 SPÖ und 3 FPÖ.[13]
- Mit den Gemeinderats- und Bürgermeisterwahlen in Oberösterreich 2015 hatte der Gemeinderat folgende Verteilung: 12 ÖVP, 5 GRÜNE, 4 FPÖ, 2 SPÖ und 2 NEOS.[14]
- Mit den Gemeinderats- und Bürgermeisterwahlen in Oberösterreich 2021 hat der Gemeinderat folgende Verteilung: 10 ÖVP, 5 GRÜNE, 2 FPÖ und 2 SPÖ.[15][16]

### Bürgermeister
Bürgermeister seit 1921 waren:
- 1921–1929 Josef Reisenberger
- 1929–1934 Peter Gangl
- 1934–1938 Johann Haslmayer
- 1938–1945 Franz Wagner
- 1945–1951 Josef Reisenberger
- 1951–1955 Franz Kaiser
- 1955–1961 Ferdinand Reisenberger
- 1961–1967 Franz Wagner
- 1967–1990 Josef Kaineder
- 1990–2007 Johann Kaiser (ÖVP)
- 2007–2020 Gertraud Deim (ÖVP)
- seit 2020 Michael Wolfgang Mair (ÖVP)

### Wappen
Der Gemeinde wurde 1971 folgendes Wappen verliehen:
Blasonierung: „In Blau ein silberner Hügel, darin eine blaue Scheibe, belegt mit einem silbernen Schneekristall. Aus dem rechten Obereck hervorbrechend eine goldene Sonne; links eine halbe, vom Schildrand ausgehende, silberne Kirche mit einem Strebepfeiler und beiderseits davon je einem schwarzen Rundbogenfenster, der links eingebaute Turm das Kirchendach überragend mit einem schwarzen Rundbogen- und darüber einem runden Fenster sowie mit einem geschwungenen Helmdach, einer Kuppel und einem Kreuz.“
Die Kirche symbolisiert den 1645 erbauten und bis heute erhaltenen Westteil der Kirche. Die  Sonne und der Schneekristall stehen für den Naherholungsraum und das Schigebiet für die Linzer Bevölkerung.
Die Gemeindefarben sind Blau-Weiß.

### Gemeindepartnerschaften
- Meeder (seit 1975)[18]

## Persönlichkeiten

### Söhne und Töchter der Gemeinde
- Monika Haider (* 1955), Künstlerin
- Ferdinand Kaineder (* 1957), Theologe, Kommunikationscoach und Autor
- Bernhard Praher (* 1978), Physiker, Unternehmer
- Stefan Kaineder (* 1985), Politiker, Mitglied der oö. Landesregierung, stellvertretender Bundessprecher der Grünen, Landessprecher der Grünen OÖ
- Mathias Kaineder (* 1987), Musiker, Songwriter, Schauspieler, Gewinner der World Choir Games, Amadeus Austrian Music Award Gewinner
- Gabriel Fröhlich (* 1989), Musiker, Amadeus Austrian Music Award Gewinner
- Julia Reiter (* 1998), Politikerin, Mitglied des Landesvorstands der Grünen OÖ

### Mit der Gemeinde verbundene Persönlichkeiten
- Adalbert Stifter (* 1805; † 1868), Dichter
- Leo Pallwein-Prettner (* 1937; † 2012), Politiker, Präsident des oberösterreichischen Roten Kreuzes, Mitglied des oberösterreichischen Landtages, ÖVP
- Werner Steinecker (* 1957), Jurist
- Anneliese Kitzmüller (* 1959), Politikerin, ehemalige 3. Nationalratspräsidentin, Mitglied der FPÖ